# 藍正龍
藍正龍（Blue Lan，1979年3月1日—），台灣演員、導演。

## 生平
出生於宜蘭縣，永平國小、漳和國中、華夏工專機械科畢業。因演出可口可樂廣告而受矚目。2000年參演王小棣導演的《大醫院小醫師》成名，之後成為影視界一線男演員。2008年主演王小棣導演的《波麗士大人》擔綱男主角，卻未獲評審青睞，雙男主角均未獲提名入圍，王小棣導演為藍正龍與林佑威轟新聞局。2015年憑藉《妹妹》戴耀起一角，成功奪下第50屆金鐘獎戲劇節目男主角獎。

## 個人生活
- 因扁平足僅當45天國民兵。
- 2014年5月17日與女演員周幼婷在永和戶政事務所辦理登記結婚。[1]
- 2015年女兒誕生。
- 2016年兒子誕生。
- 2023年6月7日與老婆周幼婷騎Ubike至永和行政園區辦理離婚[7]。

## 演出作品

### 劇集
| 年份   | 頻道             | 劇名                   | 角色         |
| 2000年 | 公視             | 大醫院小醫師           | 楊格         |
| 2001年 | 華視             | 麻辣鲜師               | 藍星龍       |
| 2001年 | 中視             | 多桑與红玫瑰           | 程秉華       |
| 2001年 | 華視             | 流星花園               | 亞門         |
| 2001年 | 華視             | 追夫三人行             | 林天星       |
| 2001年 | 台視             | 愛情大魔咒             | 黎濤         |
| 2003年 | 公視             | 赴宴                   | 郭民峰       |
| 2003年 | 八大綜合台       | 鬥魚                   | 單立傑       |
| 2004年 | 台視             | 求婚事務所             | 謝以樹       |
| 2004年 | 中國大陸         | 家有菲菲               | 徐少緯       |
| 2004年 | 八大綜合台       | 火線任務               | 唐漢生       |
| 2004年 | 公視             | 冷鋒過境               | 小龍         |
| 2004年 | 中國大陸         | 中華英雄               | 慕西         |
| 2004年 | 公視             | 45度C天空下            | 林宇誠       |
| 2004年 | 中國大陸         | 金色年華               | 成子華       |
| 2005年 | 中國大陸         | 永遠的銘記             | 金南植       |
| 2006年 | 公視             | 危險心靈               | 勞倫斯王明智 |
| 2007年 | 中國大陸         | 北極光                 | 宋懷恩       |
| 2008年 | 台視、三立都會台 | 波麗士大人             | 劉國昌劉漢強 |
| 2008年 | TVBS歡樂台       | 幸福的抉擇             | 李浩哲       |
| 2009年 | 台視、三立都會台 | 福氣又安康             | 嚴旺財嚴大風 |
| 2009年 | 中國大陸         | 日落之前愛上你         | 張世令       |
| 2009年 | 湖南衛視         | 絲絲心動               | 歐陽晨       |
| 2010年 | 台視、三立都會台 | 偷心大聖PS男           | 夏和         |
| 2010年 | 中視             | 女王不下班             | 吳天良       |
| 2012年 | 華視             | 粉愛粉愛你             | 常宇傑       |
| 2012年 | 安徽衛視         | 幸福三顆星             | 安少成       |
| 2014年 | 台視             | 流氓蛋糕店             | 秦是吾       |
| 2014年 | 台視             | 妹妹                   | 戴耀起       |
| 2016年 | 台視             | 姜老師，妳談過戀愛嗎   | 陳威霖       |
| 2017年 | 公視             | 麻醉風暴2              | 謝騰豐       |
| 2017年 | 緯來戲劇台       | 逃婚一百次             | 酒保(客串)   |
| 2018年 | 台視             | 前男友不是人           | 戴海安       |
| 2019年 | 台視             | 你那邊怎樣·我這邊OK    | 郭豪森       |
| 2023年 | MyVideo          | 百味小廚神－中元大餐   | 蔡信誠       |
| 2023年 | MyVideo          | 百味小廚神－午餐爭霸戰 | 蔡信誠       |
| 2024年 | Netflix          | 影后                   | 演員         |
| 2025年 |                  | 吃飯跑步和戀愛         | 王森         |

### 電影
| 年份   | 名稱                  | 飾演     | 導演            |
| 1999年 | 新賭國仇城            | 小朱     | 葉鴻偉          |
| 2004年 | 戀人                  | 阿倫     | 王明台          |
| 2006年 | 十日天堂              | 王聰     | 吳濤            |
| 2007年 | 神選者                | 助教     | 蕭力修          |
| 2008年 | 愛到底                | Vincent  | 方文山          |
| 2010年 | 酷馬                  | 劉教練   | 王小棣          |
| 2011年 | 雞排英雄              | 陳一華   | 葉天倫          |
| 2011年 | 巨额交易              | 張澤     | 馬儷文          |
| 2011年 | 電哪吒                | 阿豪     | 李運傑          |
| 2011年 | 飲食男女2：好遠又好近 | 張全     | 曹瑞原          |
| 2013年 | 阿嬤的夢中情人        | 劉奇生   | 北村豐晴 蕭力修 |
| 2015年 | 大囍臨門              | 機場人員 | 黃朝亮          |
| 2017年 | 大釣哥                | 藍小龍   | 黃朝亮          |
| 2017年 | 神秘家族              | 黑衣人   | 朴裕焕          |
| 2018年 | 鬥魚                  | 單立傑   | 柯翰辰 胡寧遠   |
| 2019年 | 傻傻愛你，傻傻愛我    | 劉自雄   | 藍正龍          |
| 2023年 | 成功補習班            | 張正恆   | 藍正龍          |

### 微電影
- 2013年-再見北陸

### 電視電影
- 2018年-殺無赦I入局
- 2018年-殺無赦II逃亡之路
- 2018年-殺無赦III背水一戰

### MV
- 1999年 劉虹嬅《清晨五點[8]》
- 1999年 丁小芹《說謊[9]》
- 2001年 林凡《都是他[10]》
- 2003年 鄭秀文《美麗的誤會[11]》
- 2004年 張宇《毀類[12]》
- 2008年 丁噹《我愛上的[13]》
- 2013年 路嘉欣 featuring 藍正龍《幸福 前進吧！[14]》
- 2015年 王心凌《遠在眼前的你[15]》
- 2019年 蕭煌奇《候鳥[16]》

## 音樂作品

### 專輯
- 2001年《軟心腸》大醫院小醫師CD有聲書

### 單曲
- 2009年《愛情黑洞》《波麗士大人》電視原聲帶
- 2013年 路嘉欣 featuring 藍正龍《幸福 前進吧！》(日本觀光廳旅遊微電影主題曲)

## 獎項紀錄
| 年份   | 頒獎典禮     | 獎項             | 影片                             | 角色   | 結果 |
| ------ | ------------ | ---------------- | -------------------------------- | ------ | ---- |
| 2004年 | 第39屆金鐘獎 | 戲劇節目男主角獎 | 《冷鋒過境》                     | 小龍   | 提名 |
| 2014年 | 第49屆金鐘獎 | 戲劇節目男主角獎 | 《流氓蛋糕店》                   | 秦是吾 | 提名 |
| 2015年 | 第50屆金鐘獎 | 戲劇節目男主角獎 | 《妹妹》                         | 戴耀起 | 獲獎 |
| 2017年 | 第52屆金鐘獎 | 戲劇節目男主角獎 | 植劇場－《姜老師，你談過戀愛嗎》 | 陳威霖 | 提名 |

## 外部連結
- 藍正龍的新浪微博
- B L U E ‧ L A N （页面存档备份，存于）
- 藍正龍在互联网电影资料库（IMDb）上的資料（英文）
- 藍正龍在香港影庫上的簡介
- 藍正龍在豆瓣上的资料（简体中文）
- 藍正龍在台灣電影網上的資料（繁體中文）